# Bellifortis
Bellifortis ("Stærk i Krig", "Krigs Fæstningsværker") er det første fuldt illustrerede manuskript om militærteknologi skrevet af Konrad Kyeser, og dateres til starten af 1400-tallet. Det opsummere materiale fra klassiske forfatter om militærteknologi som Vegetius' De Re Militari og Frontinus' anekdotiske Strategemata, og lægger vægt på poliorcetiks, eller kunsten at føre belejringskrig, men omhandler også magi som et supplement til krigskunst; og "det er fyldt med astrologi," kommenteret af Lynn White, Jr. i en gennemgang af den første faksimile-udgave.

## Historie
Konrad Kyeser skrev sin afhandling mellem 1402 og 1405 mens han var i eksil fra Prag i sin hjemby Eichstatt. Mange af illustrationerne til bogen er lavet af tyske illustratorer som blev sendt til Eichstatt efter at være blevet forvist fra deres deres scriptorium i Prag. Manuskriptet, der ikke blev trykt før i 1967, overlevede i en enkelt original udgave på pergament på Georg-August-Universität Göttingen der har datoen 1405, og adskillige kopier og uddrag af både tekst og illustrationer i Tyskland og omkringliggende områder.

## Design af bogen
Bellifortis blev skrevet på latin og indeholder mange illustrationer af krigsteknologier. Mansukriptet diskuterer både nye og gamle maskiner og teknologier. Der bliver beskrevet våben som blider, rambukke, bevægelige bærbare broer, kanoner, raketter, stridsvogne, skibe, møller, justerbare stiger, antændelige indretninger, armbrøste og torturinstrumenter. Portrættet af forfatteren bliver omtalt som det først realistiske portræt af en forfatter siden antikken, af redaktøren i 1967.
Kyeser's synspunkt var, at krigsførelse i bredeste forstand var mest effektiv, hvis kiggede på fra alle vinkler, hvilket omfattede astrologi og trolddom. Hans manuskript præsenterer teknologien bag krugskunst via uddannelse og latinske bogstaver. Bogen var i et stort dyrt format. Den havde kunstfærdige illustrationer og overdådige tegninger af et stort antal krigsapparater og maskiner. Afhandlingen var designet mere til en prins eller konge end for en ingeniør. Kyeser mente, at hans krigsmanual ville få andre hære til at flygte i alle retninger.
Hans afhandling har mange henvisninger til oldtiden, især krigstaktikker af Alexander den Store. Han skriver, at Alexander havde mange krigtekniske evner. I en illustration viser han Alexander med en raketlignende krigsvåben i hænderne med den mystiske bogstaver:  MEUFATON. I en anden illustration er Alexander vist som den formodede opfindere af en meget stor krigsvogn. Kyeser skriver, at Alexander ikke kun var en stor opfinder af krigmaskine men også var i stand til at bruge dem selv. Alexander er portrætteret med magiske evner.

## Dedikation
Konrad dedikerede sit samlede værk til den svage Ruprecht af Tyskland, i en bitter reaktion på sit eksil.
I dedikationen understreger han forholdet mellem teknisk viden til tekniske færdigheder. Han skriver om de tyske soldater , at Ligesom himlen skinner med stjerner, skinner Tyskland frem med liberale discipliner, er udsmykket med mekanik, og pyntet med forskellige kunstarter. 
I slutningen af manuskriptet giver Kyeser et markant og usædvanlige billede af sig selv. Han skildrer sig selv som en døende bekymret person. Han giver selv sin egen gravskrift Må min sjæl blive forenet med din meget høje.

## Moderne rekonstruktioner
En dykkerdragt fra Bellifortis er blevet rekonstrueret på Middelaldercentret ved Nykøbing Falster i Danmark. Den er også gengivet i Hans Talhoffers fægtemanual, og illustrationen er den første, man har, af en dykkerdragt. Dragten er syet i læder, og dykkerskoene er fremstillet med såler af bly for give tyngde til at holde dykkeren nede. Dykkerhjelmen er fremstillet i jern en krigshjelm mens resten af dragten er syet i læder. Dykkeren får ilt via en slange, der forbinder hjelmen med en eller flere blæsebælge på overfladen. Dykkerdragten blev testet på fire meters dybde i 1998 og senere er den blevet afprøvet ned til ti meters dybde.